# Božo
Božo je moško osebno ime.

## Izvor imena
Ime Božo je različica moškega osebnega imena Božidar.

## Pogostost imena
Po podatkih Statističnega urada Republike Slovenije je bilo na dan 31. decembra 2007 v Sloveniji število moških oseb z imenom Božo: 772. Med vsemi moškimi imeni pa je ime Božo po pogostosti uporabe uvrščeno na 199. mesto.

## Osebni praznik
V koledarju je ime  Božo skupaj z imeni Božidar oziroma Dorotej in Teodor; god praznuje 5. junija (Dorotej, mučenec, † 5.jun. 362), 19. septembra (Teodor, mučenec, † 19. sep. 690) ali pa 9. novembra (Teodor, mučenec, † 9. nov. 309).